# Indianapolis 500 1995
Indianapolis 500 1995 – 79. edycja wyścigu rozegranego na torze Indianapolis Motor Speedway odbyła się 28 maja 1995 roku w ramach serii CART. Udział w nim wzięło 33 kierowców z 11 krajów.

## Ustawienie na starcie
| Linia | Wewnątrz | Wewnątrz          | Na środku | Na środku               | Na zewnątrz | Na zewnątrz              |
| ----- | -------- | ----------------- | --------- | ----------------------- | ----------- | ------------------------ |
| 1     | 60       | Scott Brayton     | 40        | Arie Luyendyk (W)       | 24          | Scott Goodyear           |
| 2     | 6        | Michael Andretti  | 27        | Jacques Villeneuve      | 18          | Maurício Gugelmin        |
| 3     | 5        | Robby Gordon      | 20        | Scott Pruett            | 12          | Jimmy Vasser             |
| 4     | 25       | Hiro Matsushita   | 91        | Stan Fox                | 31          | André Ribeiro (R)        |
| 5     | 21       | Roberto Guerrero  | 14        | Eddie Cheever           | 33          | Teo Fabi                 |
| 6     | 3        | Paul Tracy        | 34        | Alessandro Zampedri (R) | 17          | Danny Sullivan (W)       |
| 7     | 8        | Gil de Ferran (R) | 54        | Hideshi Matsuda         | 9           | Bobby Rahal (W)          |
| 8     | 11       | Raúl Boesel       | 80        | Buddy Lazier            | 7           | Eliseo Salazar (R)       |
| 9     | 10       | Adrián Fernández  | 19        | Éric Bachelart          | 15          | Christian Fittipaldi (R) |
| 10    | 90       | Lyn St. James     | 22        | Carlos Guerrero (R)     | 41          | Scott Sharp              |
| 11    | 16       | Stefan Johansson  | 77        | Davy Jones              | 4           | Bryan Herta              |

- (W) = wygrał w przeszłości Indianapolis 500
- (R) = pierwszy start w Indianapolis 500

Nie zakwalifikowali się:

#96  Jim Crawford

#2, #9  Emerson Fittipaldi (W)

#92  Franck Fréon (R)

#55  Marco Greco

#42  Michael Greenfield

#4  Mike Groff

#90, #99  Dean Hall

#95  Davey Hamilton (R)

#90  Tero Palmroth

#64  Johnny Parsons

#1, #11, #21  Al Unser Jr. (W)

#44  Jeff Ward (R)

## Wyścig
| P                                                                             | Start                             | Nr                                | Kierowca                          | N                                 | S                                 | O                                 | Okrążeń                           | NP                                  | Czas/Powód wycofania                | Zespół                              | Punkty                              |
| ----------------------------------------------------------------------------- | --------------------------------- | --------------------------------- | --------------------------------- | --------------------------------- | --------------------------------- | --------------------------------- | --------------------------------- | ----------------------------------- | ----------------------------------- | ----------------------------------- | ----------------------------------- |
| 1                                                                             | 5                                 | 27                                | Jacques Villeneuve                | R                                 | F                                 | G                                 | 200                               | 15                                  | 3:15:17.561                         | Team Green                          | 20                                  |
| 2                                                                             | 27                                | 15                                | Christian Fittipaldi (R)          | R                                 | F                                 | G                                 | 200                               | 0                                   | +2.481                              | Walker Racing                       | 16                                  |
| 3                                                                             | 21                                | 9                                 | Bobby Rahal                       | L                                 | MB                                | G                                 | 200                               | 1                                   | +2.966                              | Rahal/Hogan Racing                  | 14                                  |
| 4                                                                             | 24                                | 7                                 | Eliseo Salazar (R)                | L                                 | F                                 | G                                 | 200                               | 0                                   | +4.768                              | Dick Simon Racing                   | 12                                  |
| 5                                                                             | 7                                 | 5                                 | Robby Gordon                      | R                                 | F                                 | G                                 | 200                               | 1                                   | +14.905                             | Walker Racing                       | 10                                  |
| 6                                                                             | 6                                 | 18                                | Maurício Gugelmin                 | R                                 | F                                 | G                                 | 200                               | 59                                  | +17.077                             | PacWest Racing                      | 8+1                                 |
| 7                                                                             | 2                                 | 40                                | Arie Luyendyk                     | L                                 | M                                 | G                                 | 200                               | 7                                   | +41.959                             | Team Menard                         | 6                                   |
| 8                                                                             | 15                                | 33                                | Teo Fabi                          | R                                 | F                                 | G                                 | 199                               | 0                                   | +1 okrążenie                        | Forsythe Racing                     | 5                                   |
| 9                                                                             | 18                                | 17                                | Danny Sullivan                    | R                                 | F                                 | G                                 | 199                               | 0                                   | +1 okrążenie                        | PacWest Racing                      | 4                                   |
| 10                                                                            | 10                                | 25                                | Hiro Matsushita                   | R                                 | F                                 | F                                 | 199                               | 0                                   | +1 okrążenie                        | Arciero/Wells Racing                | 3                                   |
| 11                                                                            | 17                                | 34                                | Alessandro Zampedri (R)           | L                                 | F                                 | F                                 | 198                               | 0                                   | +2 okrążenia                        | Payton/Coyne Racing                 | 2                                   |
| 12                                                                            | 13                                | 21                                | Roberto Guerrero                  | R                                 | MB                                | G                                 | 198                               | 0                                   | +2 okrążenia                        | Pagan Racing                        | 1                                   |
| 13                                                                            | 33                                | 4                                 | Bryan Herta                       | R                                 | F                                 | G                                 | 198                               | 0                                   | +2 okrążenia                        | Chip Ganassi Racing                 | 0                                   |
| 14                                                                            | 3                                 | 24                                | Scott Goodyear                    | R                                 | H                                 | F                                 | 195                               | 42                                  | +5 okrążeń                          | Tasman Motorsports                  | 0                                   |
| 15                                                                            | 20                                | 54                                | Hideshi Matsuda                   | L                                 | F                                 | F                                 | 194                               | 0                                   | +6 okrążeń                          | Beck Motorsports                    | 0                                   |
| 16                                                                            | 31                                | 16                                | Stefan Johansson                  | R                                 | F                                 | G                                 | 192                               | 0                                   | +8 okrążeń                          | Bettenhausen Racing                 | 0                                   |
| 17                                                                            | 1                                 | 60                                | Scott Brayton                     | L                                 | M                                 | G                                 | 190                               | 0                                   | +10 okrążeń                         | Team Menard                         | 0+1                                 |
| 18                                                                            | 12                                | 31                                | André Ribeiro (R)                 | R                                 | H                                 | F                                 | 187                               | 0                                   | +13 okrążeń                         | Tasman Motorsports                  | 0                                   |
| 19                                                                            | 8                                 | 20                                | Scott Pruett                      | L                                 | F                                 | F                                 | 184                               | 8                                   | Wypadek                             | Patrick Racing                      | 0                                   |
| 20                                                                            | 22                                | 11                                | Raúl Boesel                       | L                                 | MB                                | G                                 | 184                               | 2                                   | Wyciek oleju                        | Rahal/Hogan Racing                  | 0                                   |
| 21                                                                            | 25                                | 10                                | Adrián Fernández                  | L                                 | MB                                | G                                 | 176                               | 0                                   | Silnik                              | Galles Racing                       | 0                                   |
| 22                                                                            | 9                                 | 12                                | Jimmy Vasser                      | R                                 | F                                 | G                                 | 170                               | 20                                  | Wypadek                             | Chip Ganassi Racing                 | 0                                   |
| 23                                                                            | 32                                | 77                                | Davy Jones                        | L                                 | F                                 | G                                 | 161                               | 0                                   | Wypadek                             | Dick Simon Racing                   | 0                                   |
| 24                                                                            | 16                                | 3                                 | Paul Tracy                        | L                                 | F                                 | G                                 | 136                               | 0                                   | Elektryka/Przepustnica              | Newman/Haas Racing                  | 0                                   |
| 25                                                                            | 4                                 | 6                                 | Michael Andretti                  | L                                 | F                                 | G                                 | 77                                | 45                                  | Zawieszenie/Wypadek                 | Newman/Haas Racing                  | 0                                   |
| 26                                                                            | 30                                | 41                                | Scott Sharp                       | L                                 | F                                 | G                                 | 74                                | 0                                   | Wypadek                             | A.J. Foyt Enterprises               | 0                                   |
| 27                                                                            | 23                                | 80                                | Buddy Lazier                      | L                                 | M                                 | G                                 | 45                                | 0                                   | Układ paliwowy                      | Team Menard                         | 0                                   |
| 28                                                                            | 26                                | 19                                | Éric Bachelart                    | L                                 | F                                 | F                                 | 6                                 | 0                                   | Uszkodzenie po wypadku              | Payton/Coyne Racing                 | 0                                   |
| 29                                                                            | 19                                | 8                                 | Gil de Ferran (R)                 | R                                 | MB                                | G                                 | 1                                 | 0                                   | Wypadek                             | Jim Hall Racing                     | 0                                   |
| 30                                                                            | 11                                | 91                                | Stan Fox                          | R                                 | F                                 | F                                 | 0                                 | 0                                   | Wypadek                             | Hemelgarn Racing                    | 0                                   |
| 31                                                                            | 14                                | 14                                | Eddie Cheever                     | L                                 | F                                 | G                                 | 0                                 | 0                                   | Wypadek                             | A.J. Foyt Enterprises               | 0                                   |
| 32                                                                            | 28                                | 90                                | Lyn St. James                     | L                                 | F                                 | G                                 | 0                                 | 0                                   | Wypadek                             | Dick Simon Racing                   | 0                                   |
| 33                                                                            | 29                                | 22                                | Carlos Guerrero (R)               | L                                 | F                                 | G                                 | 0                                 | 0                                   | Wypadek                             | Dick Simon Racing                   | 0                                   |
| P                                                                             | Start                             | Nr                                | Kierowca                          | N                                 | S                                 | O                                 | Okrążeń                           | NP                                  | Czas/Powód wycofania                | Zespół                              | Punkty                              |
| Zmiany na prowadzeniu: 22 pomiędzy 10 kierowcami                              |                                   |                                   |                                   |                                   |                                   |                                   |                                   |                                     |                                     |                                     |                                     |
| Neutralizacje: 9 (62 okrążenia)                                               |                                   |                                   |                                   |                                   |                                   |                                   |                                   |                                     |                                     |                                     |                                     |
| *N Nadwozie: L=Lola, R=Reynard                                                |                                   |                                   |                                   |                                   |                                   |                                   |                                   |                                     |                                     |                                     |                                     |
| *S Silnik: F=Cosworth-Ford, H=Honda, M=Menard (Buick), MB=Ilmor-Mercedes-Benz |                                   |                                   |                                   |                                   |                                   |                                   |                                   |                                     |                                     |                                     |                                     |
| *O Opony: F=Firestone, G=Goodyear                                             | *O Opony: F=Firestone, G=Goodyear | *O Opony: F=Firestone, G=Goodyear | *O Opony: F=Firestone, G=Goodyear | *O Opony: F=Firestone, G=Goodyear | *O Opony: F=Firestone, G=Goodyear | *O Opony: F=Firestone, G=Goodyear | *O Opony: F=Firestone, G=Goodyear | *NP – liczba okrążeń na prowadzeniu | *NP – liczba okrążeń na prowadzeniu | *NP – liczba okrążeń na prowadzeniu | *NP – liczba okrążeń na prowadzeniu |